# 이지수 (가수)
이지수(1989년 3월 23일 ~ )는 대한민국의 가수이다. 2006년 《Breathe In Melody》로 데뷔했다.

## 앨범

### 정규 앨범
- 정규 앨범 1집 《Breathe In Melody》(2006년 7월 18일)
  1. Intro
  2. 한숨만
  3. 선물
  4. 일년이 지나도
  5. 나 슬퍼도
  6. 나쁜 남자라서
  7. 사랑은 힘든가봐
  8. 한숨만 (MR)
  9. 사랑은 힘든가봐 (MR)
  10. Outro

- 정규 앨범 2집 《The Blue Memory》(2009년 5월 7일)
  1. 바보라서
  2. 사랑했어
  3. 사랑은 소나기처럼
  4. Music
  5. 남자의 향기
  6. Because I`m Foolish (Inst.)
  7. Loved You (Inst.)
  8. The Love Is Like Shower (Inst.)
  9. Music (Inst.)
  10. A Fragrance Of Man (Inst.)
  11. 바보라서 (Pure Inst.)
  12. 나는 이지수다 (Radio Ver.)
  13. 바보라서 방송용 Remix AR
  14. 바보라서 방송용 Remix (Inst.)

### 싱글 앨범
- 싱글 앨범 1집 《Happy Virus (Single)》(2007년 7월 23일)
  1. 고백합니다
  2. 오늘 또 내일도
  3. 후회

- 싱글 앨범 2집 《Forever With U (Digital Single)》(2008년 6월 9일)
  1. Drive
  2. 해바라기
  3. 해바라기 (Acoustic Ver.)
  4. Drive (Inst.)
  5. 해바라기 (Inst.)